# Alzoniella iberopyrenaica
Alzoniella iberopyrenaica is een slakkensoort uit de familie van de Hydrobiidae. De wetenschappelijke naam van de soort is voor het eerst geldig gepubliceerd in 2007 door Arconada, Rolán & Boeters.